# HMS Bramble (J11)
«Брамбл» (англ. HMS Bramble (J11) — військовий корабель, тральщик типу «Гальсіон» Королівського військово-морського флоту Великої Британії часів Другої світової війни.
Есмінець брав участь у бойових діях на морі у Другій світовій війні, переважно бився у Північній Атлантиці, супроводжував арктичні конвої. За проявлену мужність та стійкість у боях бойовий корабель заохочений бойовою відзнакою.

## Історія створення
Тральщик «Брамбл» закладений 22 листопада 1937 року на верфі HMNB Devonport у Девонпорті. 12 липня 1938 року він був спущений на воду, а 22 червня 1939 року увійшов до складу Королівських ВМС Великої Британії.

## Бойовий шлях

### Початок війни
Ще до початку воєнних дій у Європі, «Брамбл» разом з тральщиками «Сігал», «Бритомарт», «Хазард», «Гебе», «Шарпшутер» і «Спіді» за наказом командування провели навчання з перевірки мінної безпеки в затоці Лайм. З початком війни переведений до Скапа-Флоу. 14 жовтня разом з іншими тральщиками прибув до Клайду, куди перейшов Домашній флот імперії після затоплення німецьким підводним човном U-47 капітан-лейтенанта Г. Пріна лінкора «Роял Оук», з метою прочісування навколишніх вод та виявлення німецьких мін і підводних човнів.

### 1941
З 18 жовтня 1941 року «Брамбл» супроводжував арктичні конвої PQ 2 з Ліверпуля до Архангельська й QP 2 зворотно до Керкволла.

### 1942
У травні 1942 року «Брамбл» входив до сил ескорту великого конвою PQ 16, який супроводжував 35 транспортних суден (21 американське, 4 радянські, 8 британських, 1 голландське та одне під панамським прапором) до Мурманська від берегів Ісландії зі стратегічними вантажами і військовою технікою з США, Канади і Великої Британії. Його супроводжували 17 ескортних кораблів союзників, до острова Ведмежий конвой прикривала ескадра з 4 крейсерів і 3 есмінців.
Попри атаки німецького підводного човна U-703, повітряні напади бомбардувальників He 111 та Ju 88 бомбардувальних ескадр I./KG 26 і KG 30 конвой дістався свого місця призначення, хоч втратив сім суден (і ще одне повернуло назад на початку походу).

### Бій у Баренцовому морі
31 грудня 1942 року тральщик «Брамбл» виконував бойове завдання з супроводу конвою JW 51B з Лох-Ів до радянського Мурманська, коли транспорти наразились на німецькі бойові кораблі. Німецькі сили у складі важкого крейсера «Адмірал Гіппер», «кишенькового» лінкора «Лютцов» і шести есмінців ухвалили рішення перехопити і знищити конвой. Попри довгий і наполегливий обстріл конвою, британці, не втративши жодного транспортного судна конвою, зуміли відбити атаку німців.
Однак, тральщик «Брамбл» відійшов від основних сил конвою в пошуках транспортних суден, що відстали, й опинився під вогнем німецького ескадреного міноносця Z16 «Фрідріх Еккольдт». Від ураження артилерійським вогнем противника тральщик затонув, 121 член екіпажу загинули разом з бойовим кораблем, жодна людина не врятувалася.

### Пам'ять
30 червня 1944 року був закладений тральщик типу «Алджерін», що носив ім'я на честь загиблого в бою «Брамбл» — «Брамбл» (J273).